# Cardiocondyla elegans
Cardiocondyla elegans är en myrart som beskrevs av Carlo Emery 1869. Cardiocondyla elegans ingår i släktet Cardiocondyla och familjen myror.

## Underarter
Arten delas in i följande underarter:
- C. e. dalmatica
- C. e. elegans
- C. e. eleonorae
- C. e. torretassoi